# Proces samorzutny
Proces samorzutny w termodynamice nazywany też czasem naturalnym  to proces, który można zrealizować bez konieczności wykonywania pracy nad układem. 
Procesom samorzutnym towarzyszy zawsze zwiększenie entropii. Procesy, w których entropia się zmniejsza, nigdy nie są samorzutne. Wynikiem procesu samorzutnego jest zawsze wykonanie przez układ pewnej pracy. Procesy niesamorzutne nie mogą wykonać pracy – wręcz przeciwnie – do ich zajścia potrzebne jest wykonanie na nich pewnej pracy. 
To, że proces jest samorzutny, nie oznacza, że zawsze musi zajść. Większość procesów samorzutnych musi najpierw pokonać, wynikającą z ich przebiegu kinetycznego, barierę potencjału energetycznego. Procesy te wymagają więc do zajścia impulsu energetycznego, ale impuls ten jest zawsze mniejszy niż energia wyzwalana na skutek zajścia procesu, na skutek czego bilans pracy procesu jest dodatni.  Można więc powiedzieć, że samorzutność procesu jest termodynamicznym wyrazem tendencji do jego zajścia, nie zaś absolutną koniecznością jego zajścia.